# Le Mesnil-Simon
Le Mesnil-Simon é uma comuna francesa na região administrativa da Normandia, no departamento Calvados. Estende-se por uma área de 9,85 km². Em 2010 a comuna tinha 178 habitantes (densidade: 18,1 hab./km²).